# كارل غونار بيرسون
كارل غونار بيرسون (بالسويدية: Karl Gunnar Persson)‏ هو اقتصادي سويدي، ولد في 19 مارس 1943 في بوروس في السويد، وتوفي في 14 سبتمبر 2016 في سيينا في إيطاليا.